# Catathyridium grandirivi
Catathyridium grandirivi is een straalvinnige vissensoort uit de familie van de amerikaanse tongen (Achiridae). De wetenschappelijke naam van de soort is voor het eerst geldig gepubliceerd in 1928 door Chabanaud.